# 波卡里
波卡里（義大利語：Porcari），是意大利托斯卡纳大区卢卡省的一个市镇。总面积17平方公里，人口8582人，人口密度504.8人/平方公里（2009年）。ISTAT代码为046026。

## 友好城市
- 法國 卡尔莫